# محمد ضيف الله
محمد ضيف الله هو دكتور وأستاذ تاريخ في الجامعة التونسية، ولد في 21 أغسطس 1960 بالجرسين بولاية ڨبلي (تونس).

## المراحل الدراسية
درس بالمدرسة الابتدائية شارع بورقيبة بقبلي (1967 - 1973)، ثم بالمعهد الثانوي بقبلي، ثم بالمعهد المختلط بقابس (1973 - 1980)، ثم درس في جامعة تونس بكلية الآداب والعلوم الإنسانية بتونس، وتحصل على شهادة الأستاذية في التاريخ في جوان 1985. أحرز على شهادة الكفاءة في البحث في التاريخ المعاصر في 1988 وعلى الدكتورا في التاريخ في 1994 بكلية العلوم الإنسانية والاجتماعية بتونس التابعة لجامعة تونس من جويلية 2006 إلى سبتمبر 2013
أستاذ مساعد للتعليم العالي لمادة التاريخ بالمعهد العالي للتوثيق منوبة.
، منذ سبتمبر 2013 يعمل أستاذ مساعد التاريخ المعاصر بالمعهد العالي لتاريخ تونس المعاصر.

## المؤهلات العلمية
- أطروحة دكتوراه موضوعها: الحركة الطالبية التونسية 1927-1939، 434 ص.
- السنة الأولى من شهادة التعمق في البحث: دورة أكتوبر 1989، الرتبة الأولى.
- شهادة الكفاءة في البحث، اختصاص تاريخ، موضوع الرسالة: لجنة صوت الطالب الزيتوني 1950-1956، 175 ص.

## الجامعي
عمل أستاذا لمادتي التاريخ والجغرافيا في التعليم الثانوي، ثم التحق بمؤسسة التميمي للبحث العلمي والمعلومات، حيث تولى كتابتها العامة في الفترة (1994 -2003). انتدب في 2003 للتدريس بالتعليم العالي ويعمل أستاذا مساعدا لمادة التاريخ بالمعهد العالي للتوثيق بتونس التابع لجامعة منوبة. التحق في سبتمبر 2013 بالمعهد العالي لتاريخ تونس المعاصر.

## في السينما والإعلام
- شارك في عدد من الأشرطة الوثائقية، ومن أهمها شريط «اغتيال فرحات حشاد» وهو المستشار التاريخي في كل من الشريطين الوثائقيين «المنصف باي: نهاية عرش» (2011) و«صالح بن يوسف، جريمة دولة؟» (2012).
- له ركن قار في جريدة الحصاد الأسبوعي التونسية (2012-2013) ثم جريدة الضمير التونسية (2013)، كما أنه منتج لبرنامج أسبوعي بإذاعة تونس الثقافية عنوانه «مجلس حول المجلس» /البعد التاريخي، وقد استمر بين فيفري 2012 وجويلية 2013 ثم برنامج ثقافي تاريخي بنفس الإذاعة عنوانه «شعوب وحضارات»، ثم برنامج يهتم بالتاريخ المعاصر تحت عنوان «الراية» منذ أكتوبر 2013.

## الإنتاج العلمي
بالإضافة إلى عشرات البحوث العلمية المنشورة في مجلات متخصصة وفي كتب جماعية صادرة بتونس والمغرب وفرنسا وتركيا والأردن والإمارات العربية المتحدة، نشرت له الكتب التالية:
- صالح بن يوسف، خطب ووثائق أخرى 1955-1956[1]
- الحركة الطالبية التونسية 1927-1939، منشورات مؤسسة التميمي للبحث العلمي والمعلومات بزغوان 1999، 368 ص.
- نوافذ على تاريخ نفزاوة، مطبعة بابيريس نابل-تونس، جوان 2000، 207 ص. ط 2، المغاربية للطباعة وإشهار الكتاب، 2008، 232 ص.
- المدرج والكرسي: بحوث حول الطلبة التونسيين بين الخمسينات والسبعينات، مكتبة علاء الدين صفاقس 2003، 200 ص.
- المجتمعات المائية بتونس: قبلي وزغوان في القرن التاسع عشر، المغاربية للطباعة وإشهار الكتاب تونس 2005، 200 ص.
- الزنابق الحمراء، الحركة الكشفية التونسية (1916-1965)، منشورات المعهد العالي لتاريخ الحركة الوطنية والمعهد العالي للتوثيق بتونس، 2009، 328 ص.
- مسيرة الاتحاد العام لطلبة تونس: شهادات بعض المؤسسين والقياديين، تنسيق وتقديم د. محمد ضيف الله، منشورات مؤسسة التميمي للبحث العلمي والمعلومات، سبتمبر 2010.
- مذكرات الشيخ حسن العيادي، من المقاومة المسلحة إلى صباط الظلام، تحقيق وتقديم د. محمد ضيف الله، منشورات مؤسسة التميمي للبحث العلمي والمعلومات، 2011، 187 ص.
- بين الصهوة والركاب: مسارات بعض القياد في العهد الاستعماري، تونس: المغاربية للطباعة وإشهار الكتاب، 2013، 146 ص.
- تراجم الناشطين في الحركة الطلابية التونسية (1910-1991)، المنشورات الجامعية بمنوبة-تونس، 2014، 331 ص.